# Witkeeltowie
De witkeeltowie (Melozone albicollis) is een zangvogel uit de familie Emberizidae (gorzen).

## Verspreiding en leefgebied
Deze soort is endemisch in Mexico en telt 2 ondersoorten:
- M. a. marshalli: Puebla (het zuidelijke deel van Centraal-Mexico).
- M. a. albicollis: Guerrero en Oaxaca (zuidwestelijk Mexico).